# Sokolski Legion
Sokolski Legion (sł. Sokolska legija) – ochotnicza kolaboracyjna formacja zbrojna złożona ze Słoweńców podczas II wojny światowej.
Został utworzony 2 sierpnia 1941 r. na bazie słoweńskiego przedwojennego towarzystwa gimnastycznego Sokol. Liczył ok. 700-1 tys. ludzi. Stanowił paramilitarne skrzydło Jugosłowiańskiej Partii Narodowej (Jugoslovanske napredne stranke), występującej za jednością Jugosławii. W skład Legionu wchodzili także liberałowie ze Słoweńskiej Partii Liberalnej i socjaliści. Działał przeciwko komunistom, współdziałając z Włochami i Niemcami. Wszedł w skład Ochotniczej Milicji Antykomunistycznej, podległej włoskim władzom okupacyjnym. Po ogłoszeniu przez Włochy zawieszenia broni 8 września i wyjściu z wojny, Legion podjął samodzielną działalność. W ostatnich dniach wojny Legion miał współtworzyć wraz z innymi słoweńskimi formacjami zbrojnymi Słoweńską Armię Narodową, ale z powodu kapitulacji Niemiec 8/9 maja 1945 r. nigdy do tego nie doszło.